# (13346) Danielmiller
(13346) Danielmiller (1998 SP133) – planetoida z grupy pasa głównego asteroid okrążająca Słońce w ciągu 3,69 lat w średniej odległości 2,39 j.a. Odkryta 26 września 1998 roku.